# Hương vị tình thân
Hương vị tình thân là một bộ phim truyền hình được thực hiện bởi Trung tâm Phim truyền hình Việt Nam, Đài Truyền hình Việt Nam do Nguyễn Danh Dũng làm đạo diễn. Phim được mua kịch bản chuyển thể từ bộ phim truyền hình Vì con mà sống của Hàn Quốc năm 2018. Phim phát sóng vào lúc 21h00 từ thứ 2 đến thứ 6 hàng tuần bắt đầu từ ngày 19 tháng 4 năm 2021 và kết thúc vào ngày 27 tháng 10 năm 2021 trên kênh VTV1.
Bộ phim gồm 2 phần phát sóng liên tiếp với tổng số tập là 136.

## Nội dung
Hương vị tình thân là hành trình tìm về nguồn cội của Phương Nam (Phương Oanh) - một cô gái trẻ cá tính với bao ước mơ phía trước, đang yên ấm trong gia đình với bố mẹ và em gái thì bất ngờ phát hiện ra sự thật mình chỉ là con nuôi. Từ thời điểm đó, mọi biến cố đổ lên đầu cô: Ông Tuấn (NSND Công Lý), người cha nuôi luôn yêu thương Nam hết mực bất ngờ gặp tai nạn và qua đời; Bà Bích, mẹ nuôi của Nam thì vứt cô lại với một khoản nợ lớn rồi trốn chạy. Cũng cùng lúc đó, Ông Sinh (NSƯT Võ Hoài Nam), cha đẻ của Nam đã bất ngờ xuất hiện sau hơn 20 năm chịu án tù, luôn lặng lẽ âm thầm theo sau và bảo vệ Nam. Nhưng chính trong những lúc khó khăn về gia đình thì chuyện tình yêu của Nam với chàng trai tên Long (Mạnh Trường) lại nhen nhóm tuy nhiên đã vội dập tắt khi gặp phải sự phản đối của nhiều người. Những bí mật về ông Sinh sau đó được hé lộ cùng những ân oán liên quan đến gia đình Long. Trong khi đó, Khánh Thy (Thu Quỳnh) lại dành tình cảm đặc biệt cho Long và luôn tìm mọi cách để phá vỡ mối quan hệ giữa hai người...

## Diễn viên

### Diễn viên chính
- Phương Oanh trong vai  Lê Phương Nam[8]
- Mạnh Trường trong vai Hoàng Long[9]
- Thu Quỳnh trong vai Nguyễn Khánh Thy[10]
- Võ Hoài Nam trong vai Ông Nguyễn Lê Sinh[11]
  - Doãn Quốc Đam trong vai Ông Sinh lúc trẻ
- Công Lý trong vai Ông Lê Văn Tuấn
  - Đỗ Duy Nam trong vai Ông Tuấn lúc trẻ
- Như Quỳnh trong vai Bà Dần
- Quách Thu Phương trong vai Bà Hoàng Thanh Xuân
- Tú Oanh trong vai Bà Bùi Thị Bích
- Trịnh Mai Nguyên trong vai Ông Hoàng Khang
- Hoàng Anh Vũ trong vai Hoàng Huy
- Thu Hạnh trong vai Bà Lưu Thị Sa
- Ánh Tuyết trong vai  Ngọc Diệp (phần 1)
  - Bích Ngọc trong vai Ngọc Diệp (phần 2)[12]
- Sỹ Hưng trong vai Nguyễn Hùng Dũng

### Diễn viên phụ
- Tô Dũng trong vai Phi
- Vũ Việt Hoa trong vai Thiên Nga
- Lê Linh Hương trong vai Bà Bích lúc trẻ
- Trần Việt Bắc trong vai Hồng
- Bùi Bài Bình trong vai Bố Chiến "chó"
- Hồ Phong trong vai Lão Cao Mạnh Tấn
- Linh Huệ trong vai Bà Tâm
- Phạm Anh Tuấn trong vai Chiến "chó"
- Phụng Nghi trong vai Ngọc Diệp (lúc nhỏ)
- Nguyễn Hà Anh trong vai Phương Nam (lúc nhỏ)
- Sơn Tùng trong vai Khánh "trọc"
- Nam Anh trong vai Kỳ Duyên
- Đặng Minh Cúc trong vai Sâm
- Đào Hoàng Yến trong vai Nguyệt
- Phùng Khánh Linh trong vai Liễu
- Đào Hiền Thục Anh trong vai Dương
- Võ sư Vũ Hải trong vai Ông Nguyễn Văn Thắng
- Minh Thu trong vai Bà Sa (lúc trẻ)
- Nguyễn Xuân Thắng trong vai Lão Tấn (lúc trẻ)
- Lý Chí Huy trong vai Hưng
- Trương Hoàng trong vai Lâm
- Thùy Linh trong vai Thám tử của Khánh Thy
- Nguyễn Ngọc An Nhiên trong vai Khánh Thy (lúc nhỏ)
- Minh Nguyệt trong vai Bà Nhàn
- Xuân Hiển trong vai Lương
- Mạnh Đạt trong vai Cường

Cùng một số diễn viên khác...

## Nhạc phim
- Hương tình thân[13]

Sáng tác: Trần Quang Duy
Thể hiện: Lâm Bảo Ngọc
- Sẽ mãi một tình yêu[14]

Sáng tác: Trần Quang Duy
Thể hiện: Minh Vương M4U

## Đón nhận
Dù có xếp hạng người xem cao tại thời điểm phát sóng, Hương vị tình thân đã sớm nhận phải những ý kiến trái chiều bởi việc kéo dài các tình tiết không cần thiết và chỉ tập trung vào tuyến nhân vật phụ mà không khai thác các tình tiết chính. Ngoài ra, việc thời lượng quảng cáo chiếm dung lượng phát sóng của phim quá dài đã khiến nhiều khán giả bày tỏ ý kiến bức xúc; diễn xuất của những diễn viên trong bộ phim có thời điểm cũng bị cho là "kịch" và "thiếu thuyết phục".

## Thay đổi lịch phát sóng
Tập 2 của phim dự định sẽ phát sóng vào ngày 20 tháng 4 năm 2021 nhưng do vướng phải lịch truyền hình trực tiếp lễ khai mạc "Năm Du lịch quốc gia 2021" nên sau đó đã phải lùi phát sóng xuống ngày 21 tháng 4. Cũng vào ngày 2 tháng 9 cùng năm, vì trùng với lịch truyền hình trực tiếp "Dáng hình đất nước" nên tập 98 của phim đã được lùi phát sóng xuống một ngày.

## Giải thưởng
| Năm  | Giải thưởng    | Hạng mục                   | (Người) đề cử | Kết quả       | Tham khảo            |
| ---- | -------------- | -------------------------- | ------------- | ------------- | -------------------- |
| 2021 | Giải Cánh diều | Phim truyện truyền hình    | —             | Cánh diều bạc | [ 19 ] [ 20 ] [ 21 ] |
| 2021 | Giải Cánh diều | Nam diễn viên phụ xuất sắc | Võ Hoài Nam   | Đoạt giải     | [ 19 ] [ 20 ] [ 21 ] |
| 2021 | Ấn tượng VTV   | Nữ diễn viên ấn tượng      | Tú Oanh       | Đề cử         | [ 22 ]               |
| 2021 | Ấn tượng VTV   | Phim truyền hình ấn tượng  | —             | Đoạt giải     | [ 23 ]               |
| 2021 | Ấn tượng VTV   | Nam diễn viên ấn tượng     | Mạnh Trường   | Đoạt giải     | [ 23 ]               |
| 2021 | Giải Mai Vàng  | Nam diễn viên truyền hình  | Mạnh Trường   | Đề cử         | [ 24 ]               |
| 2021 | Giải Mai Vàng  | Phim truyền hình           | —             | Đề cử         | [ 24 ]               |
| 2021 | Giải Mai Vàng  | Nữ diễn viên truyền hình   | Phương Oanh   | Đề cử         | [ 24 ]               |